# Ponte da Ria
A ponte da Ria é uma ponte de estrutura rígida com pegões em forma de V e uma ponte rodoviária em caixão metálico que atravessa a Ria de Pontevedra na cidade de Pontevedra, em Espanha. Faz parte da autoestrada AP-9 e foi inaugurada em 1992.

## Localização
A ponte está localizada entre o bairro de Mollavao em Pontevedra e o lugar denominado A Puntada (no município vizinho de Poio). Situa-se na parte ocidental da cidade, que se abre para o mar, no estuário formado pela foz do rio Lérez na ria de Pontevedra.

## História
As obras da ponte começaram em 21 de Dezembro de 1989 para a auto-estrada AP-9 e como parte da circunvalação oeste da cidade.
Foi projectada pelos engenheiros Leonardo Fernández Troyano, Javier Manterola Armisén e Amando López Padilla. A construção iniciou-se com o pegão central (pegão de referência da ponte) e com um método construtivo baseado na construção em consola com estais provisórios. A ponte foi inaugurada em 25 de Março de 1992.
A construção e inauguração da ponte foi polémica devido ao seu impacto na paisagem e à alteração significativa das vistas da cidade para o mar. O nome "Ponte da Ria" foi-lhe atribuído pela Audasa, empresa concessionária da auto-estrada AP-9.

## Descrição
Trata-se de uma ponte de 700 metros de comprimento com duas faixas de rodagem independentes, construída em betão pré-esforçado para o tabuleiro e em betão armado para os pegões e estribos.
É uma ponte de auto-estrada com dois pegões em forma de V como único apoio intermédio na sua parte central, cujas fundações se encontram no centro do leito da Ria de Pontevedra. Está dividida em três secções distintas. A secção intermédia tem dois vãos principais de 120 m de comprimento com uma viga caixão de profundidade variável. Foi adoptada uma solução de gaivota para a forma do tabuleiro: este tem um abaulamento máximo no pegão central, que diminui em direcção aos pegões laterais dos vãos de 120 m, atingindo o abaulamento mínimo perto destes. Os vãos laterais da ponte têm 40 m de comprimento com uma viga caixão de profundidade constante. Os vãos de ambos os extremos da ponte formam os viadutos de acesso à ponte. Os pilares do troço sul do viaduto passam sobre uma pequena parte do passeio marítimo de Pontevedra.
A ponte da Ria é isenta de portagens e serve de circunvalação ocidental entre o norte e o sul da cidade de Pontevedra, no troço entre o bairro do Pino e o quartel de bombeiros. Cerca de 50.000 veículos atravessam a ponte todos os dias.

## Galeria

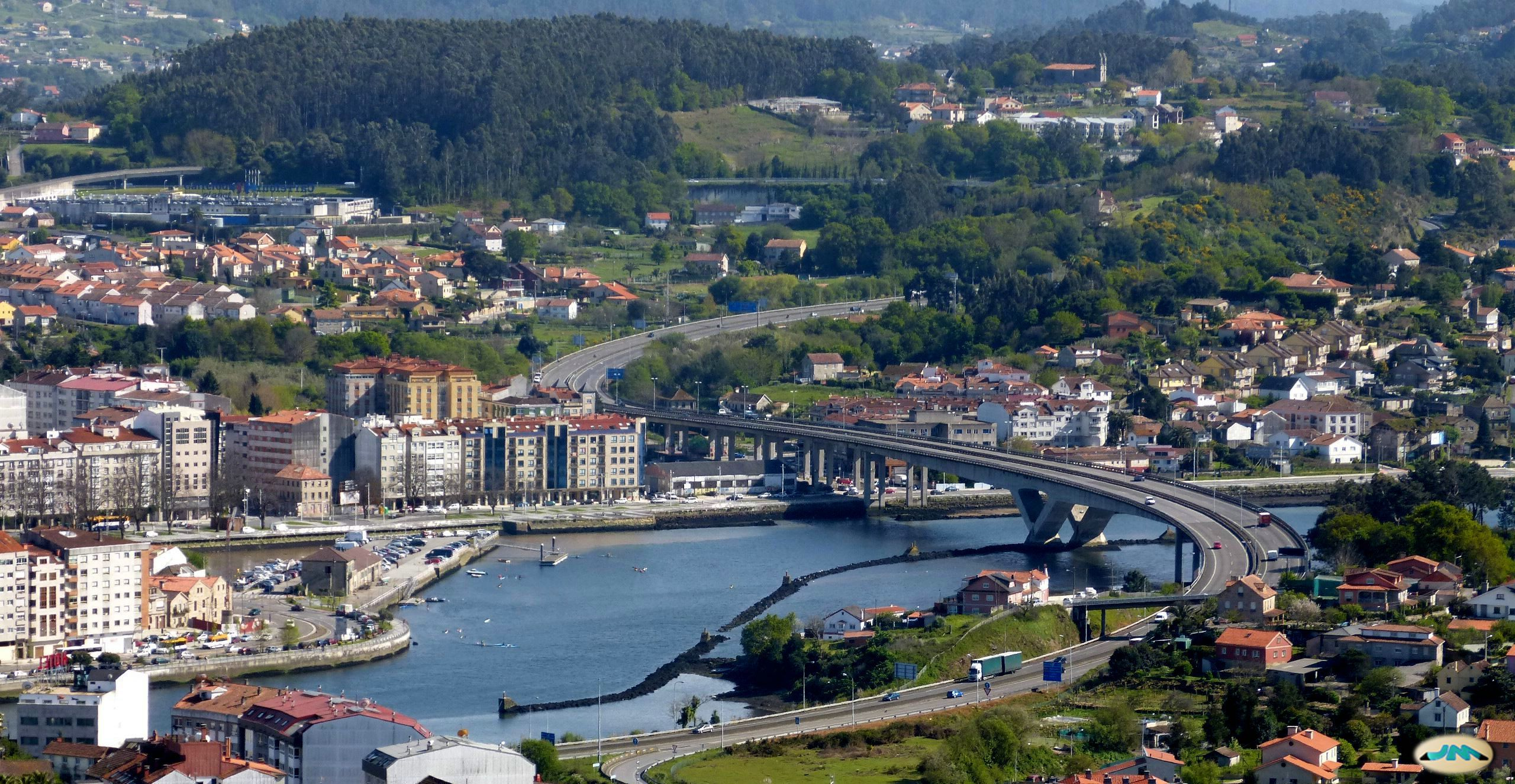
Vista aérea da ponte sobre a ria de Pontevedra
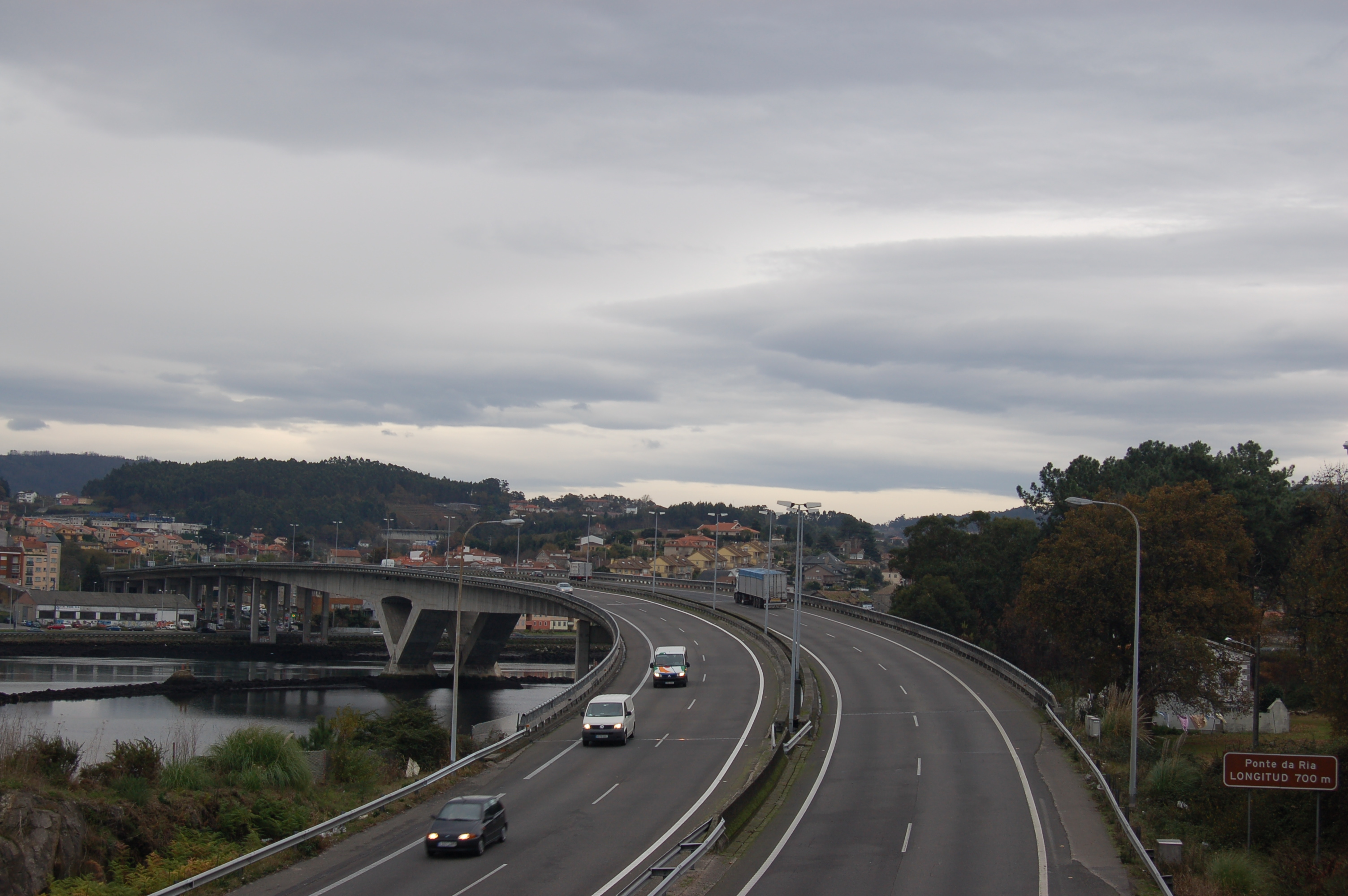
Vista da ponte de norte para sul com o letreiro com o nome oficial
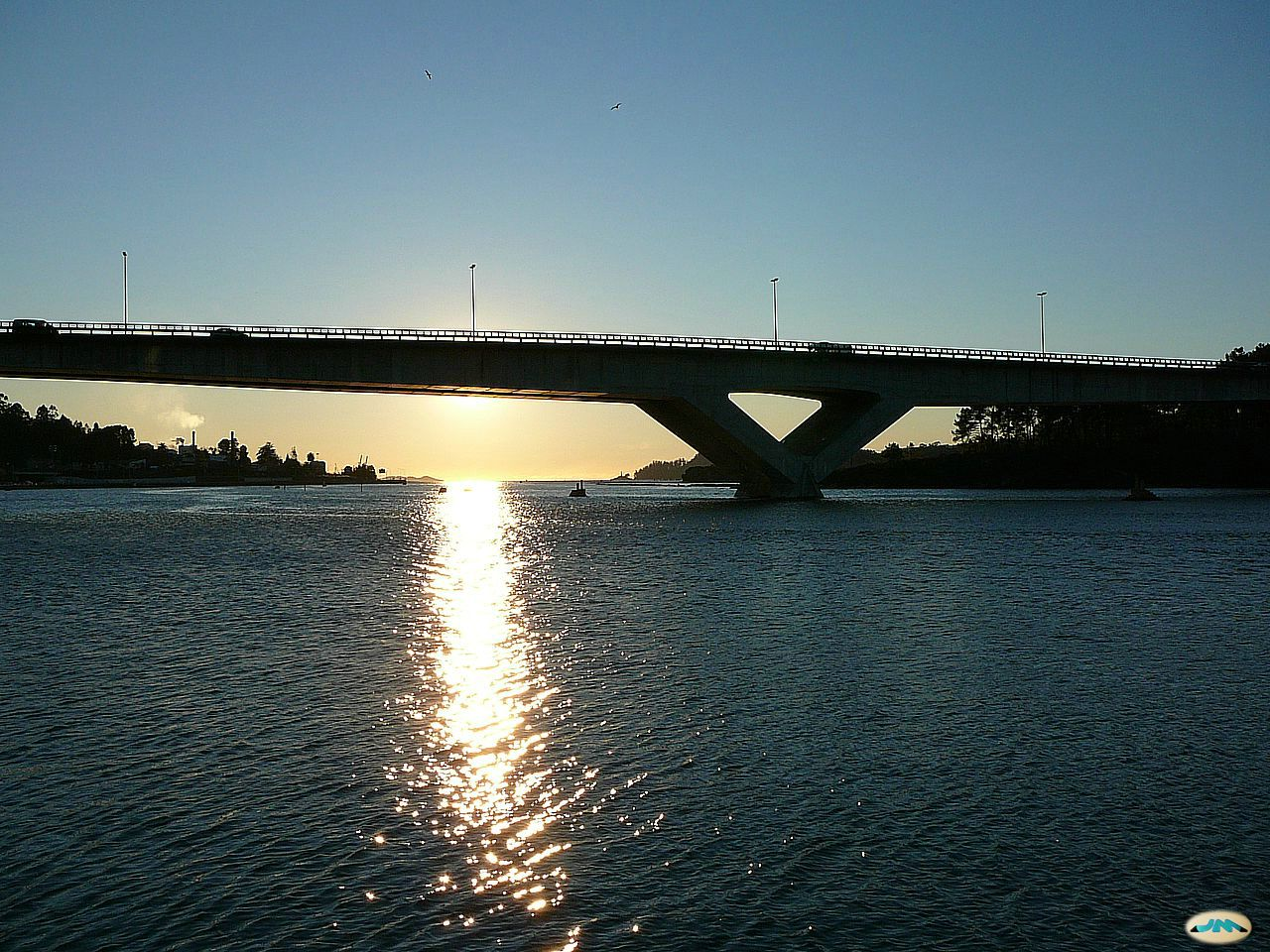
A ponte ao pôr-do-sol
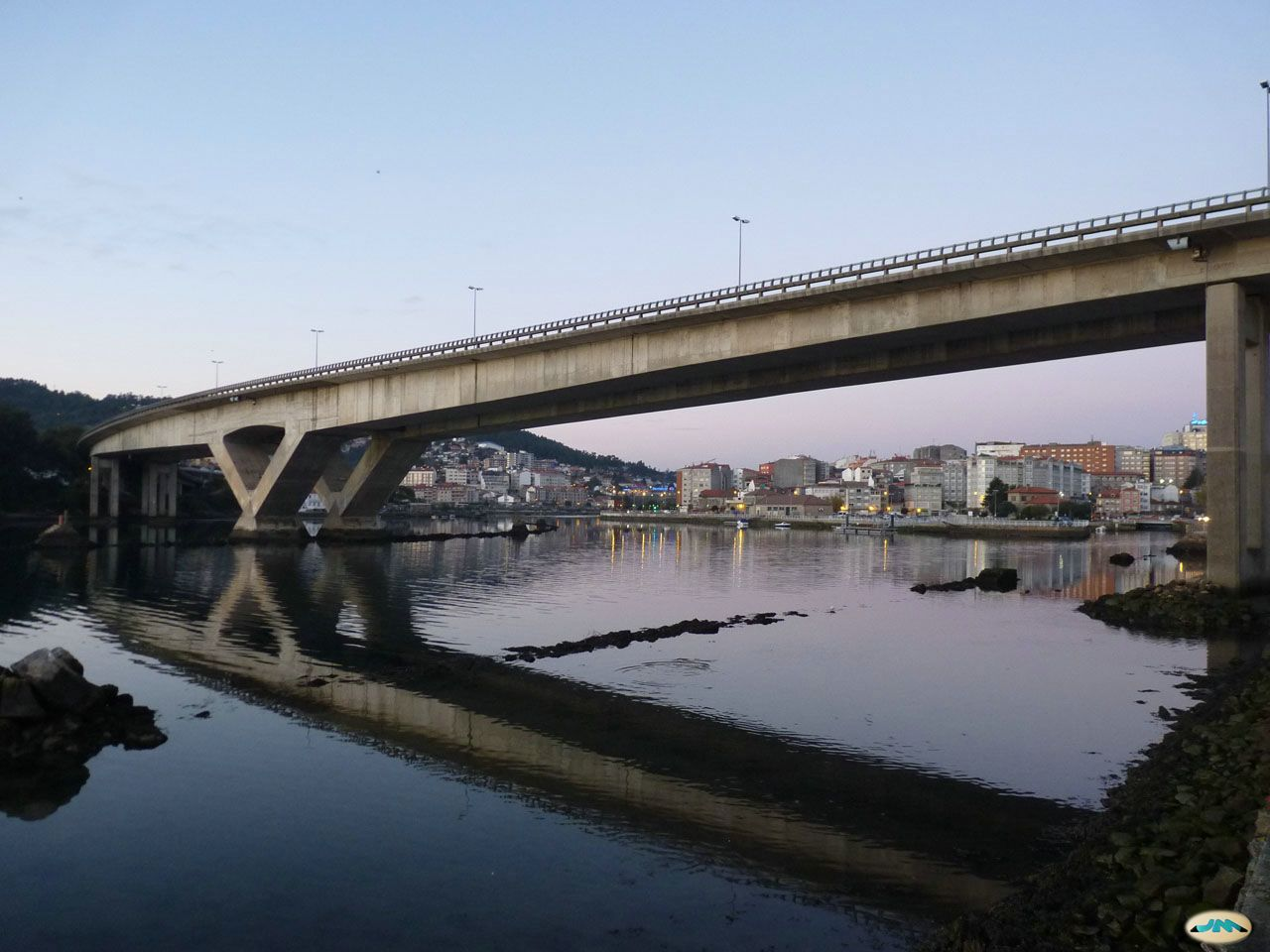
A ponte com a cidade ao fundo
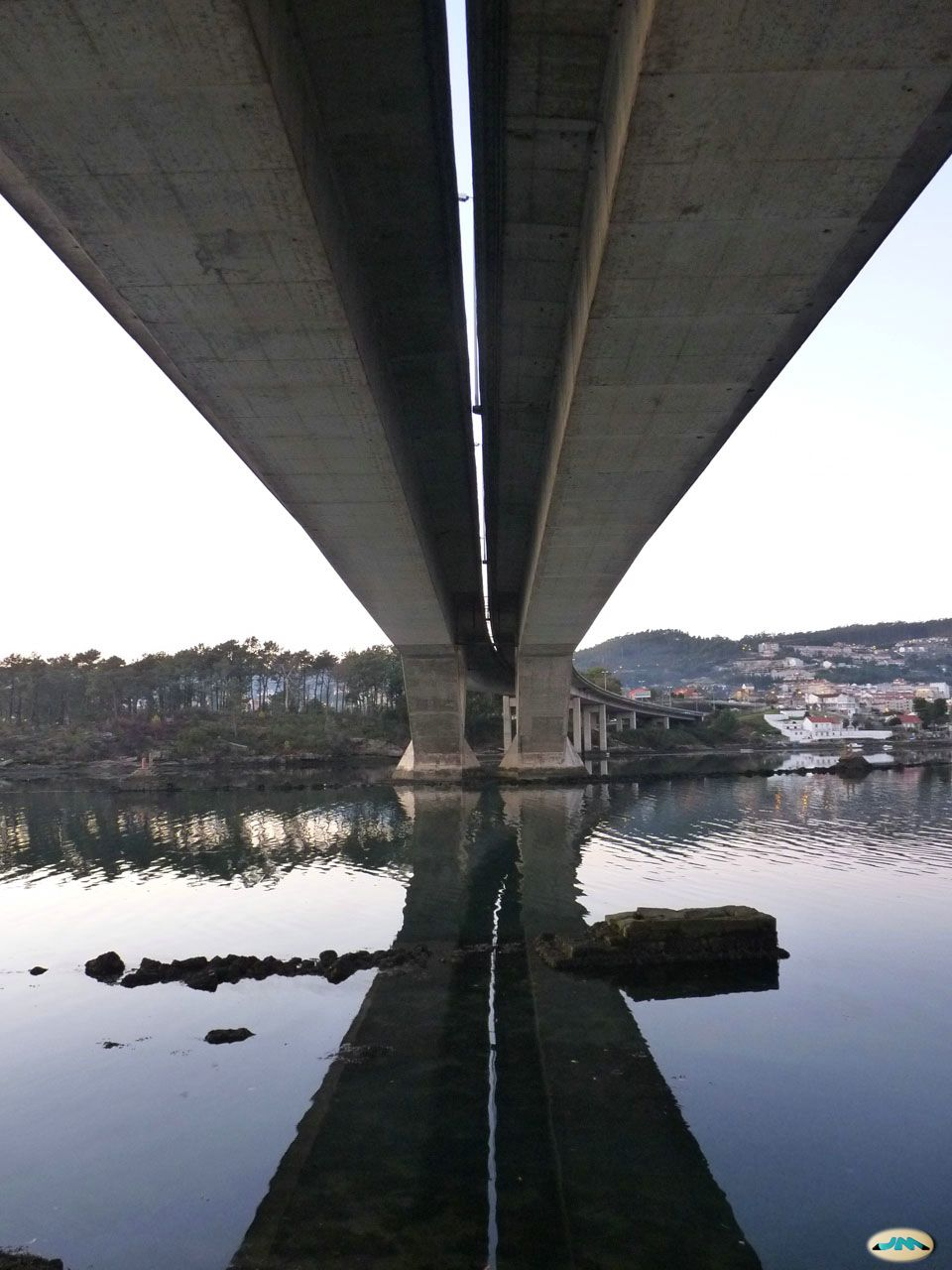
As duas faixas de rodagem vistas debaixo da ponte
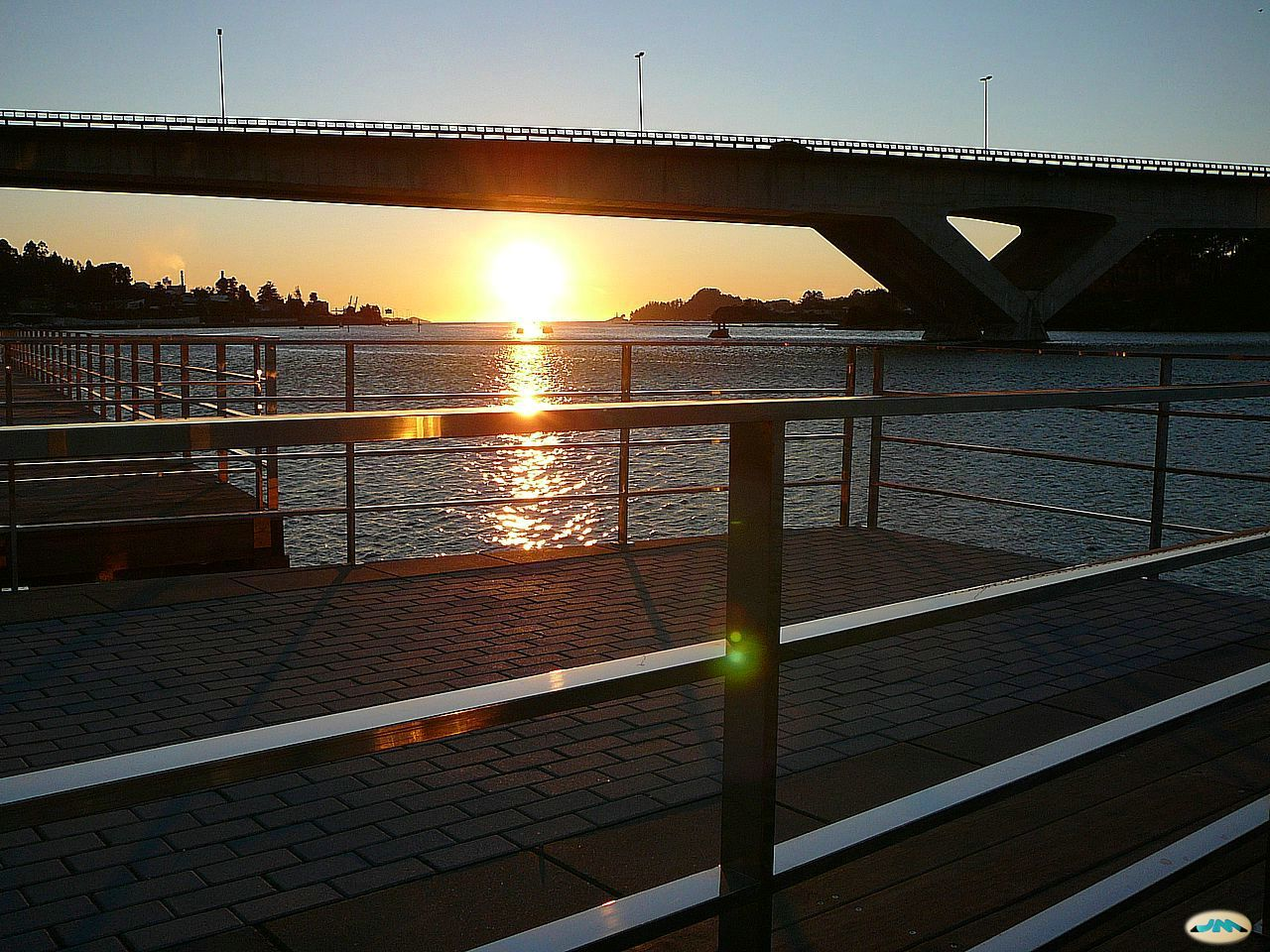
A ponte desde o miradouro do Passeio Marítimo de Pontevedra
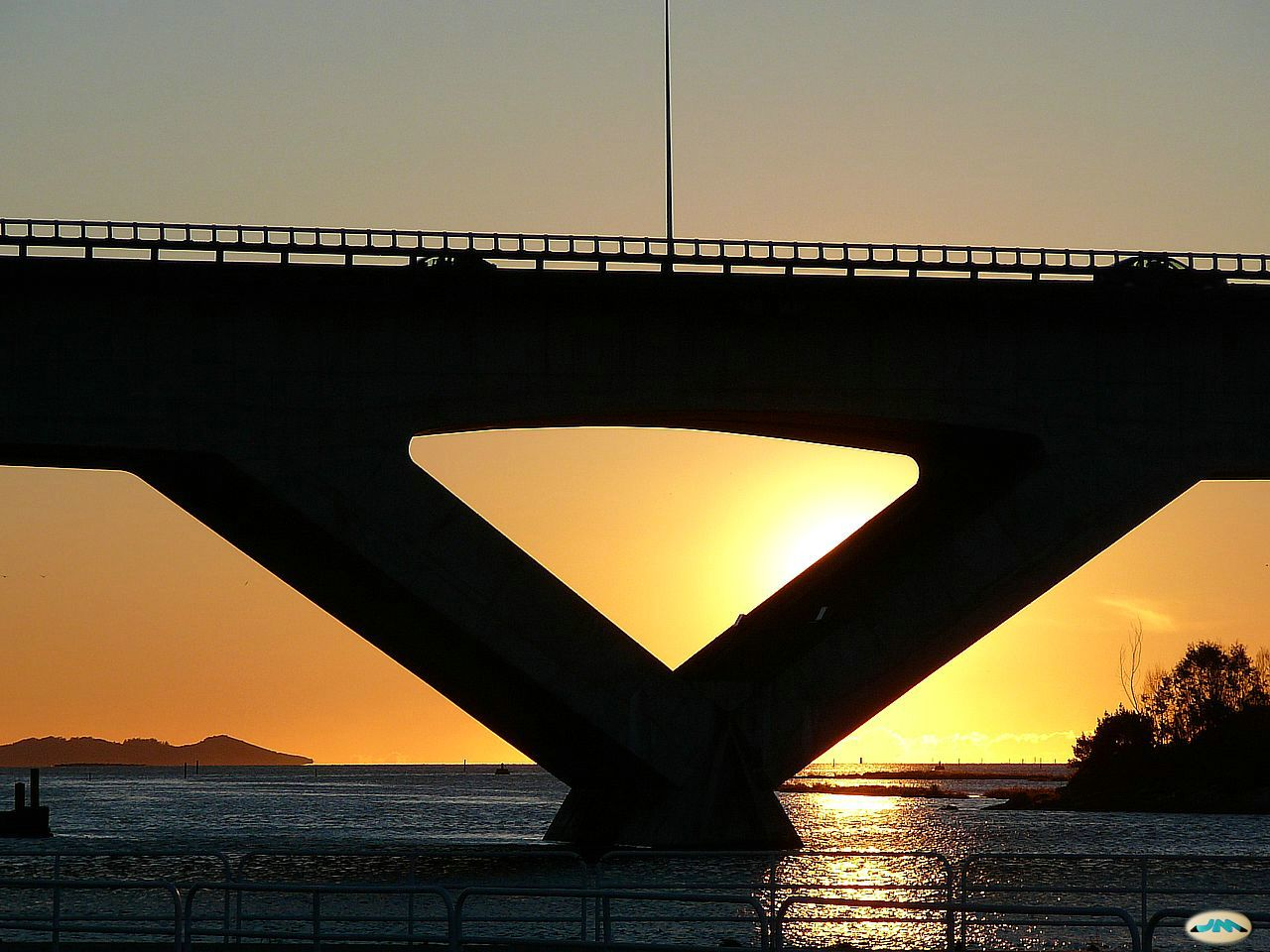
Pegão central como único apoio intermédio em forma de V

### Artigos relacionados
- Ponte da Barca
- Ponte das Correntes
- Ponte do Burgo
- Ponte de Santiago
- Ponte dos Tirantes